# Mogens Halbye
Mogens Halbye (født 23. februar 1926 i Randers, død 24. juni 2013 i Charlottenlund) var en dansk civilingeniør, modstandsmand og direktør.
Halbye var søn af overlærer G.B. Halbye (død 1971) og Karen født Rasmussen (død 1989). Han blev student fra Randers Statsskole 1944 og var modstandsmand i militærgruppen Sydhavnsbataillonen. Han blev cand.polyt. 1950 og tog en HD i salgsorganisation og reklame 1951. Samme år blev Halbye ansat i R. Færchs Fabrikker i Holstebro, hvor han blev underdirektør 1959. 1960 blev han teknisk underdirektør i Skandinavisk Tobakskompagni.
Fra 1960 til 1980 arbejdede han i F.L. Smidth, fra 1972 som direktør. I 1980 stoppede han og blev selvstændig konsulent inden for bestyrelsesarbejde. Han var medlem af Det Berlingske Officin og Statens Administrationsråd.
Han blev gift 27. juni 1959 med lærerinde Ulla Hansen (født 17. august 1937 i Hobro), datter af gårdejer Hans Christian Thorkild Hansen og Gerda født Kruse.
Han vandt danmarksmesterskabet i orienteringsløb fire gange.
Han er begravet på Ordrup Kirkegård.